# Tegua

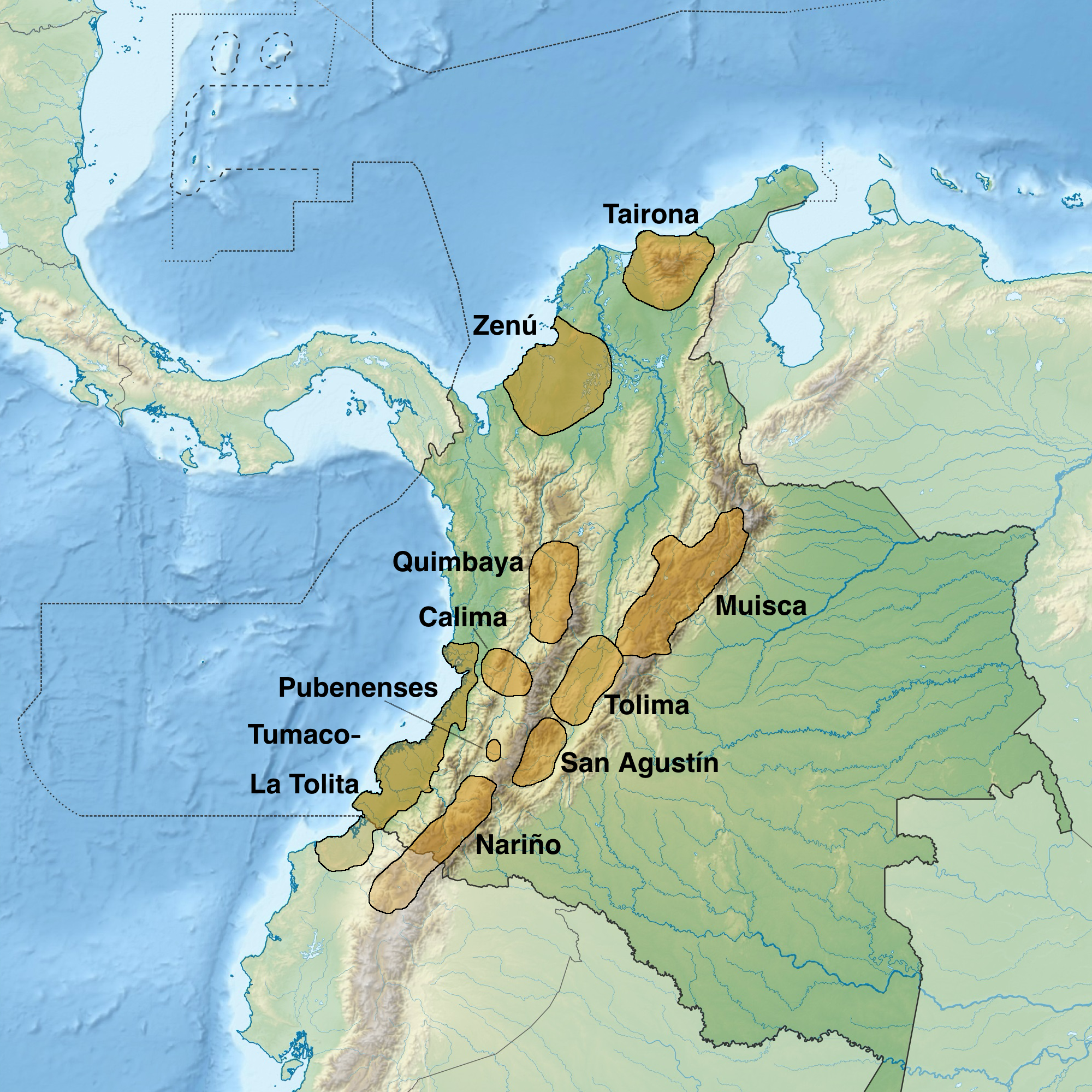
Mapa de civilitzacions precolombines. Els tegua viuen a l'est dels muisca

Els tegua o tecua eren un poble indígena de Colòmbia de parla arawak que es va extingir a finals del segle xix.
Els territoris dels tegua s'estenien des de Macanal, Boyacá a l'oest fins a Aguazul a l'est i de Berbeo al nord fins a Villanueva al sud, als flancs orientals de la Cordillera Oriental (serralades orientals) dels Andes colombians.
El coneixement del tegua és escàs, però ha estat proporcionat pels erudits Lucas Fernández de Piedrahita, Basilio Fernández de Oviedo i Pedro Simón i en temps moderns per Javier Ocampo López i Pedro Gustavo Huertas Ramírez.
De Piedrahita ha escrit que els tegua parlaven una altra llengua i semblaven diferents dels muisca. Com va assenyalar Pedro Simón, els tegua tenien una dieta formada per blat de moro, mel, peix, coca i cacauet.Van conrear yuca i van fer pastissos de yuca i formigues.
Els cronistes del segle XVII descriuen una dona Tegua amb el nom assignat "La Cardeñosa", com una bella tegua. El primer contacte amb Tegua el va fer el 1538 Juan de San Martín. El 1556 es va iniciar el procés d'evangelització per convertir Tegua al catolicisme.
Els noms de cacic es reinstal·len com a noms de carrers de Campohermoso; Pirazica, Yayogua, Onayomba and Yapompo.

## Etimologia
El nom de la gent Tegua, que originalment significa "noi", actualment és una paraula en castellà colombià i significa "xaman" o "doctor bruixot", que fa referència als coneixements avançats que els tegua tenien de plantes medicinals.

## Territori tegua
Els tegua van habitar la zona de la vall inferior i central del riu Lengupá a la Cordillera Oriental dels Andes colombians i els contraforts ("Piemont")) cap als Llanos Orientales, com els municipis de Casanare Recetor, Chámeza i Aguazul. Al sud, vivien els guayupe, la part oriental limitava amb els territoris de achagua i els terrenys occidentals i septentrionals estaven habitats pels muisques. Els tegua que viuen a l'est de Guatavita van retre vassallatge als muisques. L'origen del poble tegua es trobava a Campohermoso, Boyacá, on es trobaven tant el riu Lengupá com el riu Upía.

### Municipis pertanyents als territoris de Tegua
| Nom                              | Departament           | Altitud (m) centre urbà | Maps |
| -------------------------------- | --------------------- | ----------------------- | ---- |
| Campohermoso                     | departament de Boyacá | 1100                    |      |
| Páez                             | departament de Boyacá | 1300                    |      |
| Berbeo                           | departament de Boyacá | 1335                    |      |
| Miraflores                       | departament de Boyacá | 1432                    |      |
| Macanal (compartit amb muisques) | departament de Boyacá | 1680                    |      |
| San Luis de Gaceno               | departament de Boyacá | 395                     |      |
| Santa María                      | departament de Boyacá | 850                     |      |
| Aguazul (compartit amb Achagua)  | Casanare              | 290                     |      |
| Recetor (compartit amb Achagua)  | Casanare              | 800                     |      |
| Chámeza (compartit amb Achagua)  | Casanare              | 1150                    |      |
| Sabanalarga                      | Casanare              | 450                     |      |
| Villanueva                       | Casanare              | 420                     |      |